# パソコントラベル探偵団
『パソコントラベル探偵団』（パソコントラベルたんていだん）とは、テレビ東京系列局ほかで放送されていたタツノコプロ制作のテレビアニメである。全26話。

## 概要
タツノコプロ制作、いのちのことば社筆頭提供による「聖書アニメ3部作」（俗に言うタツノコ聖書3部作）の最終作である。第1作『アニメ親子劇場』の続編であり、同作品のキャラクターが再登場している。
テレビ東京とテレビ大阪では1983年4月4日から同年9月26日まで、毎週月曜 17:55 - 18:25 （日本標準時）に放送されていた。この枠では、本作の終了後も「聖書アニメ3部作」が1986年4月28日まで再放送されていた。

## 登場人物
翔とあずさの担当声優は、第1作から変更されている。
飛鳥 悠（あすか ゆう）
声 - 秋山るな
主人公。翔の弟。
飛鳥 翔（あすか しょう）
声 - 向殿あさみ
悠の兄。
大和 あずさ（やまと あずさ）
声 - 筒井たかこ
ゼンマイジカケ
声 - 増岡弘
飛鳥 学（あすか まなぶ）
声 - 松岡文雄
飛鳥 さつき（あすか さつき）
声 - 滝沢久美子
飛鳥 研（あすか けん）
声 - 井上和彦
その他 - 丸山詠二、及川ひとみほか

## スタッフ
- 製作 - 吉田健二
- 企画、文芸 - 柳川茂
- 監修 - 島村亀鶴
- チーフ・ディレクター - 樋口雅一
- 音楽 - 千代正行
- キャラクター・デザイン - 下元明子（レギュラー）、矢沢則夫（ゲスト）
- 作画監督 - 岡豊、加藤興治
- 基本設定 - 阿部幸次
- 美術設定 - 大山哲史
- 美術ボード - 石津節子
- プロデューサー - 中野政則（タツノコプロ）、内間稔、石川清司（以上、読売広告社）
- 原画 - 加藤興治、小野順三、山崎隆生 他
- 動画 - 島崎君代、村田雅彦 他
- 背景 - 森元茂、石橋修一（以上、アトリエ・ローク） 他
- 色指定 - 久保田光俊（シャフト）
- 仕上検査 - 三橋曜子、三ッ木清恵、山田宣子 他
- 特殊効果 - 玉田利香
- 撮影 - 柳沢邦延、渡辺英俊（以上、ティ・ニシムラ）他
- 編集 - 掛須秀一
- 録音制作 - ザックプロモーション
- 音響ディレクター - 福永莞爾
- 録音 - 新坂スタジオ
- 録音 - 中村修
- アシスタント - 柴田善一、浦原英一
- 効果 - 加藤昭二（アニメサウンドプロダクション）
- 制作協力 - シャフト
- 現像所 - 東京現像所
- 制作担当 - 米田知正、若尾博司
- 制作デスク - 今井広美、菅原啓太
- 制作 - タツノコプロ

## 主題歌
オープニングテーマ - 「パソコントラベル探偵団」
作詞 - 荒木とよひさ / 作曲・編曲 - クニ河内 / 歌 - 大和田りつこ / レーベル - ビクター音楽産業
エンディングテーマ - 「リンドンベル・風の唄」
作詞 - 荒木とよひさ / 作曲 - 緑一二三 / 編曲 - クニ河内 / 歌 - 奥畑由美 / レーベル - ビクター音楽産業
　「パソコントラベル探偵団」が2019年6月12日に発売された「青春ラジメニア　30周年記念アルバム　アニソン縦横無尽　ひねくれの帰還」でCD化

## 各話リスト
2007年11月28日に全5巻でDVD化されている。
| 話数 | サブタイトル           | 脚本       | 絵コンテ | 演出     | 放送日  |
| ---- | ---------------------- | ---------- | -------- | -------- | ------- |
| 1    | 誕生!パソコン探偵団    | 高木良子   | 樋口雅一 | 井上修   | 4月4日  |
| 2    | 大炎上!悪の町 ソドム   | 高木良子   | 矢沢則夫 | 山崎友正 | 4月11日 |
| 3    | 悲しみの短剣           | 久保田圭司 | 樋口雅一 | 井上修   | 4月18日 |
| 4    | 井戸端の花嫁           | 久保田圭司 | 矢沢則夫 | 山崎友正 | 4月25日 |
| 5    | おじぎをする麦たば     | 高木良子   | 樋口雅一 | 井上修   | 5月2日  |
| 6    | 王様の不思議な夢       | 高木良子   | 矢沢則夫 | 山崎友正 | 5月9日  |
| 7    | エジプト一番の知恵者   | 山崎晴哉   | 樋口雅一 | 井上修   | 5月16日 |
| 8    | 再会!涙の12人兄弟      | 山崎晴哉   | 矢沢則夫 | 山崎友正 | 5月23日 |
| 9    | 川に捨てられた赤ちゃん | 藤井裕理子 | 津田義三 | 井上修   | 5月30日 |
| 10   | 炎の中の不思議な声     | 久保田圭司 | 矢沢則夫 | 山崎友正 | 6月6日  |
| 11   | 襲いくる十の災難       | 久保田圭司 | 矢沢則夫 | 井上修   | 6月13日 |
| 12   | 荒野の大放浪           | 小山高男   | 樋口雅一 | 山崎友正 | 6月20日 |
| 13   | 燃える蛇と青銅の蛇     | 小山高男   | 樋口雅一 | 井上修   | 6月27日 |
| 14   | 試された若者たち       | 森田信子   | 津田義三 | 山崎友正 | 7月4日  |
| 15   | 左利きの正義の剣       | 高木良子   | 井上修   | 井上修   | 7月11日 |
| 16   | 大爆破!900台の鉄戦車   | 久保田圭司 | 虎山猛   | 山崎友正 | 7月18日 |
| 17   | 英雄の涙               | 藤井裕理子 | 北原聡   | 井上修   | 7月25日 |
| 18   | 神と話した少年         | 高木良子   | 矢沢則夫 | 山崎友正 | 8月1日  |
| 19   | はじめての王様         | 高木良子   | 矢沢則夫 | 井上修   | 8月8日  |
| 20   | 羊飼いの少年ダビデ     | 樋口雅一   | 樋口雅一 | 山崎友正 | 8月15日 |
| 21   | 巨人・ゴリヤテとの対決 | 樋口雅一   | 樋口雅一 | 井上修   | 8月22日 |
| 22   | 王子とおたずね者       | 藤井裕理子 | 津田義三 | 津田義三 | 8月29日 |
| 23   | ダビデ王誕生           | 小山高男   | 矢沢則夫 | 山崎友正 | 9月5日  |
| 24   | 大王の後継者ソロモン   | 山崎晴哉   | 井上修   | 井上修   | 9月12日 |
| 25   | 女王の陰謀             | 森田信子   | 津田義三 | 津田義三 | 9月19日 |
| 26   | 一夜の大勝利           | 高木良子   | 樋口雅一 | 山崎友正 | 9月26日 |

## 放送局
系列は本放送当時のもの。放送日時は個別に出典が提示されているものを除き1983年9月中旬 - 10月上旬のものとする。
| 放送対象地域   | 放送局         | 系列                          | 放送時間                                                                                     | 備考                                     |
| -------------- | -------------- | ----------------------------- | -------------------------------------------------------------------------------------------- | ---------------------------------------- |
| 関東広域圏     | テレビ東京     | テレビ東京系列                | 月曜 17:55 - 18:25                                                                           |                                          |
| 大阪府         | テレビ大阪     | テレビ東京系列                | 月曜 17:55 - 18:25                                                                           |                                          |
| 北海道         | 札幌テレビ     | 日本テレビ系列                | 土曜 18:00 - 18:30（1983年5月14日 - 6月25日） → 火曜 17:00 - 17:30（1983年7月5日 - 11月8日） |                                          |
| 青森県         | 青森放送       | 日本テレビ系列 テレビ朝日系列 | 金曜 17:15 - 17:45                                                                           |                                          |
| 秋田県         | 秋田テレビ     | フジテレビ系列 テレビ朝日系列 | 金曜 17:00 - 17:30                                                                           |                                          |
| 山形県         | 山形テレビ     | フジテレビ系列                | 金曜 17:30 - 18:00                                                                           |                                          |
| 宮城県         | 仙台放送       | フジテレビ系列                | 金曜 16:30 - 17:00                                                                           |                                          |
| 福島県         | 福島テレビ     | フジテレビ系列                | 火曜 17:30 - 18:00                                                                           | 1983年9月27日から1984年4月10日まで放送。 |
| 新潟県         | テレビ新潟     | 日本テレビ系列                | 月曜 17:30 - 18:00                                                                           |                                          |
| 富山県         | 富山テレビ     | フジテレビ系列                | 水曜 17:20 - 17:50                                                                           | 1983年4月20日から同年10月12日まで放送。  |
| 石川県         | 石川テレビ     | フジテレビ系列                | 金曜 16:55 - 17:25                                                                           | 1983年4月29日から同年10月21日まで放送。  |
| 福井県         | 福井テレビ     | フジテレビ系列                | 金曜 17:25 - 17:55                                                                           | 1983年4月29日から同年10月21日まで放送。  |
| 長野県         | 長野放送       | フジテレビ系列                | 金曜 17:30 - 18:00                                                                           |                                          |
| 静岡県         | テレビ静岡     | フジテレビ系列                | 金曜 16:30 - 17:00                                                                           |                                          |
| 中京広域圏     | 東海テレビ     | フジテレビ系列                | 金曜 16:00 - 16:30                                                                           | 1983年4月8日から同年9月30日まで放送。    |
| 京都府         | KBS京都        | 独立局                        | 水曜 17:00 - 17:30                                                                           |                                          |
| 兵庫県         | サンテレビ     | 独立局                        | 木曜 17:00 - 17:30                                                                           |                                          |
| 島根県・鳥取県 | 山陰中央テレビ | フジテレビ系列                | 月曜 17:00 - 17:30                                                                           |                                          |
| 岡山県・香川県 | テレビ岡山     | フジテレビ系列                | 金曜 17:30 - 18:00                                                                           |                                          |
| 広島県         | テレビ新広島   | フジテレビ系列                | 月曜 16:30 - 17:00                                                                           |                                          |
| 徳島県         | 四国放送       | 日本テレビ系列                | 月曜 17:30 - 18:00                                                                           |                                          |
| 愛媛県         | テレビ愛媛     | フジテレビ系列                | 水曜 17:25 - 17:55                                                                           |                                          |
| 福岡県         | 福岡放送       | 日本テレビ系列                | 金曜 18:00 - 18:30                                                                           |                                          |
| 佐賀県         | サガテレビ     | フジテレビ系列                | 金曜 17:30 - 18:00                                                                           |                                          |
| 長崎県         | テレビ長崎     | フジテレビ系列 日本テレビ系列 | 火曜 17:30 - 18:00                                                                           |                                          |
| 熊本県         | テレビ熊本     | フジテレビ系列 テレビ朝日系列 | 水曜 17:00 - 17:30                                                                           | 1983年5月4日から同年10月26日まで放送。   |
| 鹿児島県       | 鹿児島テレビ   | フジテレビ系列 日本テレビ系列 | 火曜 17:25 - 17:55                                                                           |                                          |
| 沖縄県         | 沖縄テレビ     | フジテレビ系列                | 月曜 17:30 - 18:00                                                                           |                                          |